# Російський імперіалізм

Російська імперія у 1867

Експансія Росії з 14 ст. до 1918

Російський імперіалі́зм — державницька ідея, згідно якої Росія може існувати тільки у формі імперії, а також державна політика Росії в різних історичних фазах її існування (Великого князівства Московського, Московського царства, Російської імперії, СРСР, Російської Федерації), спрямована на підкорення завойованих народів та завоювання нових територій, встановлення політичного й економічного контролю над іншими державами.
Російський імперіалізм, як державна політика, базується на ідеологічних кліше, створених для обґрунтування «права зверхності», «обраності», «святості Русі», «захисту православ'я», «старшості», «залучення до цивілізації», «захисту миру та знедолених», «вищості російської культури», протистояння «ворожому оточенню». Історично, російський імперіалізм є спадкоємцем культури влади Золотої Орди: концентрація влади в одних руках, відкидання договорів, насильство. Сучасна імперіалістична політика Росії спирається, перше за все, на нехтування цивілізаційних цінностей, а в окремих випадках — також на військову або економічну перевагу над сусідніми державами або народами.
Основними шляхами закріплення Московії/Росії на захоплених територіях є військова присутність, силовий (поліцейський) тиск, створення розбрату на окупованих територіях, ідеологічне обґрунтування (пропаганда), знищення національних культур, політика русифікації і штучної зміни демографічного складу.

## Російський імперіалізм за часів Московського князівства і Московського царства
1277 року московський князь Данило Олександрович отримав ханський ярлик на удільне князівство в складі Великого князівства Владимирського. Москва на ті часи ще невелике, нічим непримітне містечко. Але князі московські — «сміливі хижаки» як про них пише російський історик В. О. Ключевський — «пильно спостерігають за тим, що відбувається навколо, уважно виглядають, що погано лежить і прибирають це до рук». Перший московський князь Данило, за розповіддю літописця, зненацька напав на свого рязанського сусіда князя Костянтина, переміг його «якоюсь хитрістю», тобто обманом, узяв його в полон і забрав у нього Коломну. Син цього Данила Юрій в 1303 р, напавши на іншого сусіда, князя Можайського, також взяв його в полон і захопив Можайський уділ, потім убив батькового бранця Костянтина і утримав за собою Коломну. Так збільшувалась міць, значення, а головне територія Великого князівства Московського. Серед способів розширення найчастіше зустрічаємо пряме військове захоплення. Багато землі Москва придбала при допомозі Орди. В Карамзіна знаходимо, що «Москва зобов'язана своєю величчю ханам». Московські князі по відношенню до татар, вважали вигіднішим діяти «смиренною мудрістю», тобто підлабузництвом і грошима, а не збройно. Ніхто з князів частіше московських не їздив на поклон до хана-царя. Завдяки своєму таланту «умздити» московський князь Калита, по генеалогії молодший серед своєї братії, добився старшого великокняжого столу. Застосовуючи наговори, московські князі не раз накликали на інші князівства каральні загони татар, а після цього розорені землі скупляли за безцінок.
Таким чином більшу частину своїх земель московські князі придбали силою та хитрістю, а не по стародавньому звичаю та праву. Перебуваючи фактично в складі Золотої Орди Велике князівство Московське захопило більшість північно-східних князівств колишньої Київської Русі.
| Територія                                   | Рік захоплення | Розташування                                                                  | Спосіб та етапи захоплення, статус до захоплення або кому належала |
| ------------------------------------------- | -------------- | ----------------------------------------------------------------------------- | --- |
| Москва                                      | 1277           | місто в Московській області, столиця РФ                                       | Син Олександра Невського Данило Олександрович отримав ханський ярлик на удільне князівство в складі Великого князівства Владимирського |
| Коломна                                     | 1301           | Коломенський район Московської області, РФ                                    | Військове захоплення від Рязанського князівства |
| Переславль-Залєський                        | 1302           | Переславльський район Ярославської області, РФ                                | Заповіт і захоплення, від Володимирського князівства |
| Можайськ                                    | 1303           | Можайський район Московської області, РФ                                      | Військове захоплення від Смоленського князівства |
| Углич                                       | 1328           | Углицький район Ярославської області, РФ                                      | Купівля прав на Углицьке удільне князівство |
| Ростов (Сретенська половина)                | 1332           | Ростовський район Ярославської області, РФ                                    | Військове захоплення, ханський ярлик. Юрій Московський разом з татарськими загонами Кавгадия та Астробила спалили Ростов і вигнали місцевого князя. Частина Ростова попадає в повну залежність від Москви. |
| Юр'єв-Польський                             | 1340-1341      | Серпуховський район Московської області, РФ                                   | Купівля, удільне князівство |
| Дмитров                                     | 1364           | Дмитровський район Московської області, РФ                                    | Заповіт і купівля, удільне князівство |
| Владимир (Владимирське князівство)          | 1362-1364      | Владимирська область, РФ                                                      | Ханський ярлик, велике князівство |
| Галич-Мерський                              | 1363-1364      | Галичський район Костромської області, РФ                                     | Купівля, військове захоплення, удільне князівство |
| Стародуб-на-Клязьмі                         | кінець 1370-х  | Ковровський район Владимирської області, РФ                                   | Військове захоплення, удільне князівство. |
| Калуга, Малоярославець                      | 1382-1389      | Калузька область, РФ                                                          | Військове захоплення від Великого князівства Литовського, остаточно до 1485 року |
| Білоозеро, Устюжна                          | 1389           | Білоозерський і Устюженський райони Вологодської області, РФ                  | Силове приєднання, удільне князівство |
| Нижній Новгород, Юр'євець, Городець         | 1392-1393      | Нижньогородська область, РФ                                                   | Періодичні військові захоплення з 1311 року, остаточно в 1425 році, велике князівство |
| Муром                                       | 1392-1393      | Муромський район Владимирської області, РФ                                    | Силове приєднання, князівство |
| Мещерська земля                             | 1389-1393      | північні райони Рязанської області, південні райони Владимирської області, РФ | Силове приєднання, колонізація, землі проживання племені мещера. В результаті русифікації мещера практично зникла. |
| Вологда, Устюг                              | 1397-1398      | центральні райони Вологодської області, РФ                                    | Військове захоплення від Новгорода |
| Таруса                                      | 1392           | Таруський район Калузької області, РФ                                         | Силове приєднання, князівство |
| Ржев                                        | 1389-1405      | Ржевський район Тверської області, РФ                                         | Військове захоплення від Тверського князівства, князівство |
| Суздаль (Суздальське князівство)            | 1392-1446      | Суздальський район Владимирської області, РФ                                  | Військове захоплення, князівство |
| Ростов (Ростовське князівство)              | 1447           | Ростовський район Ярославської області, РФ                                    | Купівля, силове приєднання, князівство |
| Ярославль                                   | 1463           | центральні райони Ярославської область, РФ                                    | Купівля, князівство |
| Важська земля                               | 1462-1471      | південні райони Архангельської області, РФ                                    | Військове захоплення від Новгорода |
| Пермська земля (Велике князівство Пермське) | 1472           | південна частина Пермського краю, РФ                                          | Військове захоплення, велике князівство Пермське, остаточно ліквідоване 1505 року |
| Торжок, Бежецьк                             | 1389-1478      | Торжокський і Бежецький райони Тверської області, РФ                          | Військове захоплення від Новгорода |
| Великий Новгород (Новгородська республіка)  | 1478           | Новгородська область, РФ                                                      | Періодичні військові захоплення, остаточна ліквідація Новгородської республіки в 1478 році. Визначні боярські сім'ї були вирізані або вислані з міста. В 1569—1570 роках московське військо очолюване особисто Іваном Грозним повторно вчинило погром і різанину в Новгороді. По різним оцінкам число вбитих становило 25-200 тис. |
| Клин                                        | 1482           | Клинський район Московської області, РФ                                       | Військове захоплення від Тверського князівства |
| Кашира                                      | 1483           | Каширський район Московської області, РФ                                      | По договору від Рязанського князівства |
| Твер (Велике князівство Тверське)           | 1485           | Тверська область, РФ                                                          | Військове захоплення, велике князівство |
| Вятська земля                               | 1489           | Кіровська область, РФ                                                         | Військове захоплення |
| Вязьма                                      | 1493-1494      | Вяземський район Смоленської області, РФ                                      | Військове захоплення від Великого князівства Литовського |
| Тула                                        | 1462-1503      | Тульська область, РФ                                                          | Силове захоплення |
| Брянськ                                     | 1503           | Брянська область, РФ                                                          | Збройне захоплення від Великого князівства Литовського |
| Мценськ                                     | 1505           | Мценський район Орловської області, РФ                                        | Збройне захоплення від Великого князівства Литовського |
| Курськ                                      | 1508           | Курська область, РФ                                                           | Збройне захоплення від Великого князівства Литовського |
| Псков (Псковська вічова республіка)         | 1461-1510      | Псковська область, РФ                                                         | Силове захоплення, з 1461 року залежність від Москви, повна ліквідація Псковської республіки в 1510 році |
| Рязань (Велике князівство Рязанське)        | 1521           | Рязанська область, РФ                                                         | Силове захоплення, спадщина, велике князівство |

Після розпаду Золотої Орди Московія, як її колишній улус, поставила собі за мету захопити решту улусів. Першим на черзі було Казанське ханство. У 1547—1548 та 1549—1550 роках Іван IV Грозний здійснив два невдалі походи на Казань. 1552 року відбувся третій похід на Казань, яка, незважаючи на відчайдушній опір, була взята. Місто було розграбоване і спалене, його мешканці вбиті або забрані в полон. Війна закінчилася анексією Казанського ханства і всіх підконтрольних йому територій. Московія приєднала все Середнє Поволжя. Іван IV Грозний прийняв титул «царя казанського» і став правителем чувашів, башкир, удмуртів, мордви, марійців. Після знищення Казанського ханства почалася колонізація нових земель та русифікація народів Надволжя, що призвело до зміни етнічної карти регіону. Проти московського панування народи Надволжя неодноразово піднімали повстання, які жорстоко придушувалися. Інші колишні улуси Золотої Орди (Астраханське ханство, Сибірське ханство, Велика Ногайська Орда) також були завойовані й приєднані Московією.
| Територія                                         | Рік захоплення | Розташування                                                                                          | Спосіб та етапи захоплення, статус до захоплення або кому належала | Рік та етапи визволення                                                     |
| ------------------------------------------------- | -------------- | --- | --- | --------------------------------------------------------------------------- |
| Чувашія                                           | 1551-1557      | Республіка Чувашія, РФ                                                                                | Силове приєднання. 1551 року чуваші звернулися до московського князя про допомогу. Московити ввели війська, збудували фортецю Свіяжськ і захопили Чувашію. Остаточно в 1557 році після придушення антимосковських повстань. В Російській імперії чуваші зазнали насильницької християнізації та русифікації.                                                                       | -                                                                           |
| Казанське ханство                                 | 1552           | Республіка Татарстан, РФ                                                                              | Військове захоплення. Похід 150-тисячного московського війська очолював Іван IV Грозний. Казань, яку захищав 40-тисячний гарнізон, була взята після 6-тижневої облоги. Все чоловіче населення міста було знищено, жінок і дітей забрали в полон, місто віддане на розграбування війську. Подібно столиці була сплюндрована і розграбована вся країна.                              | -                                                                           |
| Мордовія                                          | 1552           | Республіка Мордовія, РФ                                                                               | Колонізація. | -                                                                           |
| Удмуртія                                          | 1552-1556      | Республіка Удмуртія, РФ                                                                               | Силове приєднання, колонізація. Під час захоплення Казанського ханства в 1552 році, а також внаслідок придушення повстань 1553—1554 та 1556 років, край був майже повністю спустошений. Вцілілі удмурти змушені були тікати на північ та в Башкортостан. | -                                                                           |
| Марій Ел                                          | 1552-1584      | Республіка Марій Ел, РФ                                                                               | Силове приєднання, колонізація. Під час захоплення Казанського ханства марійці вчинили спротив московським військам. Період національно-визвольних війн з 1552 по 1584 роки зветься в історії «череміські війни», під час яких було знищено близько половини марійського населення.                                                                                                | -                                                                           |
| Башкортостан                                      | 1554-1557      | Республіка Башкортостан, РФ                                                                           | Колонізація. Після завоювання Казанського ханства частина башкирських племен прийняла московське підданство на умовах збереження прав на землю, релігії та звичаїв, самоуправління. Москва порушила всі умови приєднання, що привело до численних визвольних повстань башкир. На чолі з Салаватом Юлаєвим брали участь у повстанні Пугачова.                                       | -                                                                           |
| Астраханське ханство                              | 1554-1556      | Астраханська, південна частина Волгоградської та західна Ростовської області, Республіка Калмикія, РФ | Військове захоплення. В результаті першого військового походу на Астрахань в 1554 році потрапило у васальну залежність від Москви. Після другого походу 1556 року Астраханське ханство було повністю ліквідоване. | -                                                                           |
| Велика Ногайська Орда                             | 1557-1606      | Оренбурзька, Челябінська області, РФ. Західноказахстанська область Казахстану.                        | В 1557 році ногайський князь Ісмаїл визнав свою васальну залежність від Москви. В 1606 році ногайська державність була повністю ліквідована. | 1991 року частина території після розпаду СРСР увійшла до складу Казахстану |
| Сибірське ханство                                 | 1582-1598      | Тюменська, Омська, Новосибірська області, частина Ханти-Мансійського автономного округу, РФ           | Військове захоплення. 1582 року військовий загін Єрмака взяв столицю ханства Іскер (Сибір). 1585 року татари відбили Іскер, після чого Москва послала на завоювання нові військові сили. Хан Кучум продовжував чинити завойовникам до 1598 року, коли був остаточно розбитий. | -                                                                           |
| Кодське князівство                                | 1583-1643      | Октябрський район Ханти-Мансійського автономного округу, РФ                                           | Силове приєднання. В 1499 році московське військо тимчасово встановило протекторат. 1583 року Кодське князівство включене до складу Московської держави зі збереженням певної автономії. Войовничих кодських остяків Москва активно залучала у військові походи для захоплення нових земель. Коли ж їх «послуги» стали непотрібними, в 1643 році князівство остаточно ліквідували. | -                                                                           |
| Дем'янське, Цингальське, Білогорське князівства   | 1586           | Ханти-Мансійський автономний округ, РФ                                                                | Військове захоплення. Завойовані військовими загонами Єрмака | -                                                                           |
| Ляпінське князівство                              | 1586-1593      | Березовський район Ханти-Мансійського автономного округу, РФ                                          | Силове приєднання. 1586 року князь Лугуй під загрозою військового захоплення визнав владу Москви, з умовою збереження автономії. Після завершення зведення на землі князівства острога Березов у 1593 році князівство було ліквідоване, але місцеві мансі ще не раз піднімали антимосковські повстання.                                                                            | -                                                                           |
| Обдорське князівство                              | 1586-1593      | Шуришкарський і Приуральський райони Ямало-Ненецького автономного округу, РФ                          | Військове захоплення. Остаточно ліквідоване 1593 року. Антимосковські повстання продовжувалися до 20-х років 17 століття. | -                                                                           |
| Пелим (союз Кондиського і Вогульського князівств) | 1594           | північні райони Свердловської області, Кондінський район Ханти-Мансійського автономного округу, РФ    | Військове захоплення. Остаточно ліквідоване 1594 року. В 1609—1612 роках були спроби відновити незалежність, але Москва жорстоко подавила повстання. | -                                                                           |
| «Ряба» орда (рос. Пегая орда)                     | 1596-1610      | Томська область, РФ                                                                                   | Військове захоплення. Поступове захоплення території, будівництво опорних фортець-острогів. Остаточно завойована в 1610 році | -                                                                           |

Російські козаки і служилі люди поступово просувалися на схід переважно водними шляхами аж до Тихого океану. Підкорення Сибіру або «мирна» колонізація відбувалася наступним чином. Озброєний загін козаків «землепроходців», вступивши в чергову місцевість, населену туземцями, пропонував їм підкоритися Білому царю і платити ясак. Як правило це викликало обурення і тоді справа вирішувалася зброєю. Росіяни були озброєні вогнепальною зброєю, яка місцевим народам наразі була невідома. Для закріплення на нових землях будували остроги з постійною збройною залогою. Все доросле населення чоловічої статі записувалося в так звані ясачні списки, по яким збирали ясак — натуральний податок, як правило пушниною. Слідом за військом йшли адміністратори, купці, поселенці й духовенство. Як свідчать дослідження Ядрінцева Н. М., російська експансія в Сибір обернулася для корінних народів Сибіру зубожінням, поширенням пияцтва, занепадом культури та національних традицій, поширенням епідемій раніше невідомих хвороб, загальним зменшенням чисельності; деякі народи (мотори, камасинці та інші) вимерли.
| Територія     | Рік захоплення | Розташування                 | Спосіб та етапи захоплення, статус до захоплення або кому належала | Рік та етапи визволення |
| ------------- | -------------- | ---------------------------- | --- | ----------------------- |
| Долина Єнісея | 1601-1628      | Красноярський край, РФ       | Силове приєднання. В погоні за соболиним хутром росіяни дійшли до Єнісею, звели остроги Мангазею (1601), Туруханськ (1607), Маковский (1618), Енісейськ (1619), Красноярськ (1628), які стали опорними пунктами для підкорення і «обясачення» місцевого населення. Ненці, селькупи, тунгуси (евенки), татари та інші корінні народи чинили активний опір завойовникам, в тому числі збройний, відмовлялися платити ясак, тікали у важкодоступні місця, але не могли ефективно протидіяти вогнепальній зброї і були підкорені. | -                       |
| Саха (Якутія) | 1632-1638      | Республіка Саха (Якутія), РФ | Силове приєднання. 1632 року російські козаки поставили перший на землях якутів Лєнський острог (Якутськ). В 1634 році загін до 1000 якутів оточив у ньому 200 козаків озброєних вогнепальною зброєю. Атаки були відбиті, повстання придушене, яле якути ще довго продовжували спротив. У 1938 році було утворено Якутське воєводство. | -                       |
| Прибайкалля   | 1631-1645      | Іркутська область, РФ        | Силове приєднання. Для підкорення бурятів росіяни звели в Прибайкаллі остроги Кіренський, Братський, Верхоленський, Яндашський (Іркутськ). Буряти чинили запеклий опір. Так 1635 року був знищений козацький гарнізон Братського острога, 1645 року буряти взяли в облогу Верхоленський острог. На допопогу обложеним прийшов великий загін козаків, які не лише зняли облогу, але й здійснили проти бурятів каральний похід в Ангарський степ. Після цього сили бурятів були підірвані, багато з них втекли за Байкал.       | -                       |

В 1654 році між московським царським урядом і українською козацькою старшиною було укладено угоду відому під назвою Березневі статті або Переяславський договір. Згідно з цими статтями Україна зберігала свої військово-адміністративні органи управління на чолі з виборним гетьманом, власні збройні сили (60-тисячні козацькі війська), місцеве право, невтручання царських воєвод та інших урядовців у внутрішні справи України. Всі податки і доходи збирались українськими фінансовими органами. Представники Москви лише мали приймати від них належну їй данину. Серед істориків є певна дискусія чим були Березневі статті — військовим союзом між двома державами Україною та Московією чи договором, який регламентував широку автономію Гетьманщини у складі Московської Держави. Проте, серед 11 пунктів Березневих статей нема жодного, в якому би йшлося про приєднання України до Московії чи їх возз'єднання. Незважаючи на це, саме з цього договору почалося захоплення Москвою українських земель. 1667 року Московське царство за спиною України підписало з Річчю Посполитою Андрусівське перемир'я. Цей договір закріпив насильницький поділ української етнічної території на дві частини — Правобережну і Лівобережну Україну. Підписання Андрусівського перемир'я порушувало умови Переяславської ради та інших договорів з українськими гетьманами і фактично скасовувало Березневі статті 1654 року.
| Територія           | Рік захоплення | Розташування                                                                                 | Спосіб та етапи захоплення, статус до захоплення або кому належала | Рік та етапи визволення                                |
| ------------------- | -------------- | -------------------------------------------------------------------------------------------- | --- | ------------------------------------------------------ |
| Лівобережна Україна | 1667-1686      | Чернігівська, Полтавська, Сумська, Черкаська, лівобережна частина Київської області, Україна | Силове приєднання. По Андрусівському сепаратному договору між Московським царством і Річчю Посполитою. Остаточно по так званому Вічному миру 1686 року. Українські землі до 1764 року в складі Московії (пізніше Російської імперії) мали автономію у формі Гетьманщини. | 1991 року після розпаду СРСР увійшла до складу України |

## Російський імперіалізм за часів Російської імперії
1721 року московський цар Петро I прийняв титул Імператора Всеросійського, а Московське царство було перейменовано на Російську імперію. Російська експансія продовжувалася.
| Територія                                                  | Рік захоплення | Розташування | Спосіб та етапи захоплення, статус до захоплення або кому належала | Рік та етапи визволення                                                         |
| ---------------------------------------------------------- | -------------- | --- | --- | ------------------------------------------------------------------------------- |
| Бурятія                                                    | 1689-1703      | Республіка Бурятія, Забайкальський край, РФ                                                                                                  | Силове приєднання. Буряти Забайкалля чинили запеклий опір завойовнкам, який полягав у збройній боротьбі з козачими загонами «землепроходців», а пізніше в численних повстаннях, нападах на російські остроги, і, накінець, прийняв форму масових відкочовок в Монголію. | -                                                                               |
| Камчатський край                                           | 1697-1708      | Камчатський край, РФ | Військове захоплення. Першу спробу завоювання в 1697 році здійснив Володимир Атласов. Загін козаків пройшов весь Камчатський півострів, збудував кілька зимівників та острогів. Коряки та ітельмени відмовлялися платити ясак, чинили збройний опір завойовникам. Підкорення росіянами погано озброєних корінних народів супроводжувалося пограбуваннями, насильством і вбивствами. Чисельність ітельменів у 1697 році оцінювалася в 12680 чоловік, а згідно перепису 2002 року — залишилося лише 3180. | -                                                                               |
| Іжорія (Інгенмарландія), Естляндія, Лівонія                | 1700-1721      | Ленінградська область, РФ Естонія, Латвія | Військове захоплення. Від Швеції за результатами Північної війни. Закріплено Ніштадським договором. | В 1918 році Естонія і Латвія здобули незалежність                               |
| Молодший жуз Казахського ханства                           | 1731           | Атирауська, Мангистауська, Актюбінська області Казахстану                                                                                    | Добровільне входження. 1731 року хан Молодшого жуза під загрозою джунгарського завоювання прийняв російський протекторат на умовах збереження автономії. З часом Росія почала обмежувати повноваження казахських ханів і нав'язувати російську адміністративну систему. Казахи неодноразово піднімали антиросійські повстання. 1822 року казахська автономія була ліквідована. | 1991 року увійшли до складу Казахстану                                          |
| Алтай                                                      | 1756           | Алтайський край, РФ | Силове приєднання. Алтай був центром Джунгарського ханства. Після падіння Джунгарської держави в 1756 році Алтай був анексований Російською імперією. | -                                                                               |
| Хакасія                                                    | 1727-1758      | Республіка Хакасія, РФ | Силове приєднання. Боротьба хакасів проти російської агресії тривала 100 років. Датою офіційного закріплення Хакасії за Російською імперією вважається 1727 рік, коли між Росією та Китаєм було укладено прикордонний трактат. Фактично це відбулося пізніше, коли в 1758 році тут були розміщені козачі гарнізони. | -                                                                               |
| Східна Білорусь                                            | 1772           | Вітебська, Могильовська, Гомельська області, Білорусь                                                                                        | Силове приєднання. За результатами першого поділу Речі Посполитої. | В 1991 році увійшла до складу Білорусі                                          |
| Запорозька Січ                                             | 1775           | Південні області України | Силове приєднання. 1764 року було ліквідовано Гетьманщину, а 1775 року — Запорозьку Січ. Таким чином було покладено край українській автономії в складі Російської імперії. | В 1991 році увійшла до складу України                                           |
| Чукотка                                                    | 1652-1778      | Чукотський автономний округ, РФ | Військове захоплення. 1652 року на річці Анадир був зведений острог, але чукчі платити ясак відмовилися. В 1730-1750-х роках проти них здійснено серію каральних походів. Росіяни поводились жорстоко, палили юрти, грабували та вбивали тубільців. Чукчі чинили відчайдушний опір завойовникам. 1730 року вони розбили загін козаків у битві на річці Єгач, а 1747 року на річці Орловій розгромили загін майора Павлуцького. 1765 року росіяни були змушені евакуювати війська з Анадиря, а 1771 — зруйнувати фортечні укріплення. Російсько-чукотські війни тривали 150 років. Остаточне завоювання Чукотки завершилося лише в 20 столітті. | -                                                                               |
| Алеутські острови                                          | 1745-1791      | Алеутські острови, США | Силове приєднання. Вперше на Алеутських островах росіяни висадилися в 1745 році в бухті острова Атту. При цьому вони розграбували і знищили два алеутські поселення, залишивши в живих лише молодих жінок «для послуг». В 1763—1765 роках алеути підняли повстання. В результаті карального рейду росіяни вбили від 3 до 5 тисяч алеутів, в тому числі дітей та жінок. | В 1867 році продано Сполученим Штатам Америки                                   |
| Аляска                                                     | 1784-1791      | Аляска, США | Силове приєднання. Перше російське поселення на Алясці з'явилося 1784 року. Росіяни нещадно експлуатували привезених алеутів, примушували працювати туземців (ескімосів, індіанців-тлінкітів), вели з ними нееквівалентну торгівлю, захоплювали кращі місця промислу. У відповідь туземці чинили опір російським колоністам. 1802 року тлінкіти захопили і спалили російську Михайлівську фортецю (Сітка). | В 1867 році продано Сполученим Штатам Америки                                   |
| Кримське ханство                                           | 1783-1791      | Кубань, Крим, Південь України | Військове захоплення. В 1736 році російська армія під командуванням Мініха увірвалася на Кримський півострів. Повністю знищені були Козлов і Бахчисарай, міста були спалені, жителі перебиті. 1737 року армія Лассі спалила Карасубазар, жителі також перебиті. Під час Російсько-Турецької війни 1768—1774 років російські війська знову пройшли Кримом, спалюючи та вбиваючи. Накінець в 1783 році Кримське ханство було повністю ліквідоване. | В 1991 році Крим і Таврія увійшли до складу України                             |
| Мінська область Білорусі, Київщина, Поділля, східна Волинь | 1793           | Київська, Житомирська, Вінницька, Хмельницька області України, Мінська область Білорусі                                                      | Силове приєднання. За результатами другого поділу Речі Посполитої. Відповіддю на анексію стало визвольне повстання очолене Костюшко. Повстання придушили російська та пруська армії. Особливою жорстокістю відзначилися війська Суворова, які вирізали більшість жителів Праги — передмістя Варшави. | В 1991 році увійшла до складу України та Білорусі                               |
| Литва, Курляндія, Західна Білорусь, Західна Волинь         | 1795           | Литва, Латвія, Гродненська, Берестейська області Білорусі, Волинська, Рівненська області України                                             | Силове приєднання. За результатами третього поділу Речі Посполитої. | В 1991 році увійшла до складу Литви, Латвії, Білорусі, України                  |
| Картлі-Кахетинське царство (Грузія)                        | 1801           | Грузія | Силове приєднання. 1783 року грузинський цар Іраклій ІІ звернувся до Російської імперії по військовий захист від Персії. Був підписаний Георгієвський трактат, за яким Іраклій ІІ зберігав престол, але передавав Грузію під протекторат Росії. В свою чергу Росія обіцяла зберігати цілісність і автономію Грузинського царства. 1800 року після смерті царя Георгія ХІІ росіяни заарештували царевича Давида з родиною, а 1802 року Картлі-Кахетинського царства було ліквідоване. | В 1991 році Грузія здобула незалежність                                         |
| Азербайджанські ханства                                    | 1804-1828      | Азербайджан, Вірменія | Військове захоплення. За результатами російсько-перських війн (1804—1813 і 1826—1828), Ґюлістанського (1813) і Туркманчайського (1828) мирних договорів північно-азербайджанські держави (Шурагельський султанат, Карабаське, Шекінське, Ширванське, Бакинське, Кубинське, Гянджинське, Нахічеванське, Еріванське ханства) були завойовані Російською імперією. | В 1991 році Азербайджан і Вірменія здобули незалежність                         |
| Фінляндія                                                  | 1808-1809      | Фінляндія | Військове захоплення. Територія Фінляндії була окупована російськими військами в ході російсько-шведської війни 1808—1809 років. 1809 року було утворено Велике князівство Фінляндське в складі Російської імперії. | В 1917 році Фінляндія проголосила незалежність                                  |
| Бессарабія                                                 | 1812           | Молдова | Військове захоплення. Окупована російськими військами в ході російсько-турецької війни 1806—1812 років. | В 1918 році увійшла до складу Румунії                                           |
| Варшавське герцогство                                      | 1813-1815      | Польща | Силове приєднання. 1813 року Варшавське герцогство було окуповане російськими і прусськими військами. За результатами Віденського конгресу 1815 року більша частина території увійшла до складу Російської імперії як Царство Польське. Росія постійно урізала польську автономію, що викликало повстання 1830–1831 і 1863 років. | В 1918 році увійшло до складу Польської Республіки                              |
| Черкесія, Дагестан, Чечня                                  | 1817-1859      | Південь Краснодарського краю, Карачаєво-Черкеська Республіка, Кабардино-Балкарська Республіка, Республіка Дагестан, Чеченська Республіка, РФ | Військове захоплення. Північний Кавказ був завойований в ході Великої Кавказької війни 1817—1859 років. Російським завойовникам протистояли держава адигів та Північно-Кавказький імамат (Імамат Шаміля). Завоювання вирізнялося особливою жорстокістю, супроводжувалося винищенням і депортаціями горців. Внаслідок геноциду населення Кабарди скоротилося вдесятеро (з 300 тисяч в 1763 році до 30 тисяч після 1822 року). Масових депортацій зазнали також чеченці. | -                                                                               |
| Середній і Старший жуз Казахського ханства                 | 1822-1847      | Казахстан | Частково добровільне входження, частково силове приєднання. Процес входження Середнього та Старшого жуза в Російську імперію почався 1732 року і розтягнувся майже на сто років. Частина казахських родів прийняли російське підданство добровільно на умовах автономії, інші були приєднані силою. 1822 року російська адміністрація скасувала казахську автономію. Казахи висловили невдоволення, які переросли в національно-визвольну війну. 1841 року одного з ватажків повстанців Кенесари Касимова обирають ханом відновленої Казахської держави. Остаточно подавити повстання російським військам вдалося лише в 1847 році.            | В 1991 році Казахстан здобув незалежність                                       |
| Приамур'я, Примор'я                                        | 1856-1860      | Амурська область, південна частина Хабаровського краю, Приморський край, РФ                                                                  | Військове захоплення. В 1648 році спробу завоювання Приамур'я зробив Хабаров. Жорстокість росіян змусила місцеве населення звернутися по захист до маньчжурів. Російсько-маньчжурські війни 1649—1689 років завершилися підписанням Нерчинського договору, за яким землі по Амуру відійшли до маньчжурської династії Цін. Через півтора століття були укладені нові договори — Айгунський 1856 року та Пекінський 1860 року, за якими Російська імперія отримала Приамур'я і Примор'я. | -                                                                               |
| Кокандське ханство                                         | 1864-1876      | Області Узбекистану, Таджикистану, Казахстану та Киргизстан                                                                                  | Військове захоплення. 1864 року Російська імперія почали війну з Кокандським ханством. Російські війська взяли штурмом міста Туркестан, Ташкент, Худжанд. 1868 року Худояр-хан був змушений підписати договір, за яким Кокандське ханство фактично стало залежним від Росії. 1876 року ханство було ліквідоване остаточно. | В 1991 році Узбекистан, Таджикистан, Казахстан, Киргизстан здобули незалежність |
| Бухарський емірат                                          | 1868-1920      | Області Узбекистану та Таджикистану | Військове захоплення. 1868 року російське військо розбило військо бухарського еміра і зайняло Самарканд. Емір змушений був визнати протекторат Російської імперії. Остаточно Бухарський емірат ліквідований 1920 року в результаті захоплення Червоною Армією. | В 1991 році Узбекистан і Таджикистан здобули незалежність                       |
| Хівинське ханство                                          | 1873-1920      | Області Узбекистану та Туркменістану | Військове захоплення. 1873 року російське військо почало наступ на Хіву. Хівінське ханство капітулювало і стало протекторатом Російської імперії. Остаточно ліквідоване 1920 року в результаті захоплення Червоною Армією. | В 1991 році Узбекистан і Туркменістан здобули незалежність                      |

## Російський імперіалізм за часів СРСР
Радянська політологія розглядала поняття «Російський імперіалізм» виключно в контексті марксистського вчення про імперіалізм — як вищу форму капіталізму. Тим не менше, політика Російської РФСР щодо народів СРСР та політика СРСР щодо сусідніх держав була направлена на утримання та поширення панування Росії, її діячі відкрито проголошували курс на роздмухування «світової пролетарської революції» Радянська ідеологія продовжувала месіанство панславізму, який виділяв Росію як особливу націю.
Після перемоги у Громадянській війні більшовики, з метою привернення на свій бік національних еліт, взагалі широких мас національних регіонів, деякий час (приблизно 1923—1932 рр.) проводили політику «коренізації» (залучення до керівництва радянськими партійними та господарськими структурами національних кадрів, показова підтримка місцевих мов, культур), на місці Російської імперії було навіть створено «союз» формально самостійних і автономних республік, але реальне керівництво завжди здійснювалось з московського Кремля, а на зміну «коренізації» незабаром прийшла русифікація. Радянський Союз проводив внутрішній колоніалізм у Центральній Азії.
Після певного укріплення СРСР, подолання кризових явищ, наслідків Громадянської війни, московське керівництво на чолі з ВКП(б) та Йосипом Сталіним суттєво наростило військову міць і продовжило політику захоплення сусідніх країн.
23.08.1939 між СРСР та Німеччиною був укладений пакт, відомий нині як «Пакт Молотова — Ріббентропа». Таємним протоколом до Пакту визначались радянські та німецькі «сфери впливу» в Північній та Східній Європі.
У Другу світову війну СРСР вступив на боці гітлерівської Німеччини, напавши зі сходу на Польщу через 17 діб після нападу не неї Німеччини. В результаті у вересні Польщу було розділено, і в СРСР оголосили про «приєднання Західної України і Західної Білорусі». На наступному етапі СРСР вимусив країни Балтії в жовтні 1939 року дати згоду на розміщення радянських військових баз. Фінляндія відмовилась від вимог СРСР (у тому числі і територіальних), через що СРСР розв'язав проти неї неоголошену війну (1939—1940 р.), внаслідок якої захопив друге місто Фінляндії — Виборг і прилеглі території. Вже влітку 1940 року СРСР повністю окупував і анексував Латвію, Литву та Естонію, оформивши захоплення як «добровільний вступ до СРСР». Також влітку 1940 року СРСР окупував північну Буковину і Бессарабію, вимусивши Румунію визнати цей факт. Таким чином СРСР заволодів більшістю територій, втрачених Російською імперією під час Першої світової і Громадянської війн.
За результатами Другої світової війни СРСР остаточно закріпив за собою території, захоплені у 1939—1940 роках, а також опанував частину німецької Східної Прусії з Кенігсбергом і Закарпаття (до 1938 належало Чехословаччині, у 1938—1945 — було відторгнуто Угорщиною), японські Південний Сахалін і Курильські острови. Також під час Другої світової війни, 11.10.1944 до СРСР було приєднано союзницьку Тувинську Народну Республіку в центрі Азії, на яку також претендував Китай.
Одночасно СРСР отримав можливість розмістити свої війська у деяких країнах Східної Європи (НДР — ГРВН; ПНР — ПнГВ, ЧССР — ЦГВ, УНР — ПдГВ), встановити і підтримувати підконтрольні режими. Будь-які спроби позбутися радянської «опіки» жорстоко придушувались за допомогою армії. В наступному СРСР активно підтримував різноманітні прокомуністичні рухи у багатьох країнах світу, що призвело до встановлення в деяких країнах дружніх соціалістичних режимів (Куба, В'єтнам, тощо), тривалих громадянських війн (Ангола, Мозамбік, Нікарагуа), численних людських втрат. Підтримка виражалась у фінансуванні, наданні сумнівних кредитів, поставках озброєнь, надсиланні військових «спеціалістів», «радників», укладанні економічних угод, далеко не завжди вигідних для СРСР, дипломатичній підтримці у світі. У 1979 р. СРСР на підтримку «дружнього» режиму прямо ввів війська в іншу країну — Афганістан. Окупація країни і боротьба з місцевим населенням викликала різкий осуд міжнародної спільноти, певні санкції і в підсумку стала одним із факторів, які призвели до краху Радянського Союзу.

## Сучасний російський імперіалізм та демократія
Російський письменник Андрій Бітов відзначає, що одразу після розпаду СРСР, ще тоді, коли Росія тягнулася до Європи, «ностальгія по ворогу була проявлена відразу, в тому числі ліберальним, інтелектуальним нібито середовищем».
В січні 1994 р. французька газета «Ле-Монд» опублікувала копію карти Європи майбутнього, яку Жириновський вручив шведському дипломату, який відвідав штаб-квартиру ЛДПР. Це був план європейського перекроювання. Західна половина Польщі відходить до Німеччини, до якої до того ж приєднуються Австрія, Чеська Республіка та Словенія, повертається Східна Пруссія з Кенігсбергом. Росія вбирає в себе Україну (від якої відрізається і передається Польщі неабиякий шматок, включаючи Львів), Білорусь, три балтійські держави, а також Словаччину. Відновлюється «Велика Болгарія» за рахунок поглинання колишньої югославської Македонії та територій, що відриваються від Туреччини, Греції та Румунії. Те, що залишається від колишньої Югославії, ділиться між Сербією та Хорватією, ще одна частина Румунії віддається Угорщині. Задуми Жириновського, зауважує газета, не просто плід уяви, бо вони відтворюють елементи реальної карти Європи, якою вона була приблизно п'ятдесят років тому.

Білорус Зенон Позняк визначає російський імперіалізм як такий, що будь-який політичний діяч Росії є імперіалістом:
|  | Жодної принципової різниці між паном Жириновським і панами Козирєвим, Гайдаром, Черномирдіним, Шумейко, Собчаком, Явлінським і іншими в політичному сенсі, я вважаю, немає. Є різниця тільки в темпераменті, рівні культури й у поведінці. Жириновський в юродивій формі говорить те ж саме, що говорять і роблять його номенклатурно-демократичні опоненти. |

Яскравим підтвердженням визначення російського імперіалізму від Зенона Позняка та ілюстрацією його ординської суті — неповаги до договорів у сучасній російській державі — є заява «російського демократа» Гаврила Попова, яку він зробив влітку 2015 року, під час російської агресії в Україні стосовно порушення Росією норм міжнародного права:
|  | Кореспондент: Ельцинская (Россия) подписала Большой договор с Украиной, а Россия Путина постоянно подтверждала эти решения, говорила, что они в силе, подписывала новые договоры. У нас международное право должно нарушаться всегда? Гавриил Попов: Я это международное право правом считать не хочу.. |

Можновладці Російської Федерації пропагують окупацію всіх суверенних держав колишнього СРСР.
Для проведення своєї політики на територіях СНГ Росія створювала на чолі з собою різноманітні «союзи», зокрема, ОДКБ, Митний союз.
Під різними приводами Росія розпалила збройні конфлікти у різних точках колишнього СРСР і фактично окупувала деякі регіони:
- Придністров'я (ПМР, Молдова), 1992 р.
- Абхазія (Грузія), 1992—2008 р.
- Південна Осетія (Грузія), 1992—2008 р.

На початку 2014 року Росія, скориставшись розвалом української армії, захопила Крим (лютий-березень 2014 р.) і офіційно анексувала його (18.03.2014), а незабаром (з березня-квітня 2014 р.) почала розігрувати подібний сценарій і на сході України. В результаті навколо Донецька і Луганська утворені т. зв. «ДНР» та «ЛНР», які існують тільки завдяки військовій, політичній і фінансовій підтримці Росії.
У відповідь на дії Росії провідні країни Заходу підтримали Україну і ввели проти Росії секторальні санкції.
Після 2014 р. експерти зазначали небезпеку поширення «руського миру» на регіони північного Казахстану.
Після фактичної делегитимізації Президента Білорусі О.Лукашенка внаслідок сумнівної перемоги на виборах у 2020 р. посилились процеси, спрямовані на поглинання Росією Білорусі під ширмою створення «Союзної держави».
Вторгнення Росії в Україну є проявом сучасного російського імперіалізму.